# Zimmersheim
Zimmersheim – miejscowość i gmina we Francji, w regionie Grand Est, w departamencie Górny Ren.
Według danych na rok 1990 gminę zamieszkiwało 931 osób, a gęstość zaludnienia wynosiła 296 osób/km² (wśród 903 gmin Alzacji Zimmersheim plasuje się na 283. miejscu pod względem liczby ludności, natomiast pod względem powierzchni na miejscu 611.).